# نیتن دایر
نیتن دایر (انگلیسی: Nathan Dyer؛ زادهٔ ۲۹ نوامبر ۱۹۸۷) یک بازیکن فوتبال اهل بریتانیا است.